# Winston Riley
Winston Riley (Kingston, Jamajka1946.) je bio tekstopisac i glazbeni producent jamajčke glazbe. Prema Jamaica Gleaneru, Riley tvrdi da je najuspješniji reggae producent svih vremena.

## Karijera
Riley je ušao u glazbenu industriju 1962. kad je imao samo 16 godina. To je bilo kad je formirao sastav harmonijski sastav The Techniques koji je snimio prve skladbe za Coxsone Dodda u Studio Oneu, a kasnije je snimao kod Dukea Reida. Godine 1968. je napustio sastav i formirao je svoju diskografsku kuću Techniques. Tako je prešao u producente. Producirao je glazbu glazbenika kao što su Boris Gardiner, The Escorts, Alton i Hortense Ellis te Johnny Osbourne. Njegova vlastita pjesma, Double Barrel koju je izveo dvojac Dave and Ansell Collins pod Rileyevom vlastitom produkcijom je bila jednim od prvih međunarodnih reggae uspješnica. Došla je do broja 1 na britanskoj top-ljestvici.
Njegov "stalag" riddim se često koristilo. Ritam je prvi put objavljen 1973. kao instrumental za skladbu Ansella Collinsa Stalag 17. Skladba je dobila ime prema istoimenom ratnom filmu na temu Drugog svjetskog rata. Kasnije se ponovno pojavila kao Stalag 18, Stalag 19, Stalag 20 i Ring the Alarm Quick.
Riley je producirao album iz 1979. Generala Echa The Slackest koji se pokazao vrlo utjecajnim. Nastavio je dalje raditi, lansiravši karijeru glazbenika kao što su Sister Nancy, Buju Banton, Cutty Ranks, Lone Ranger i Frankie Paul.
Sastav Widespread Panic je snimio njegovu pjesmu Arlene i izveo brojne obrade te iste pjesme na svojim koncertima.

## Vanjske poveznice
- Roots-archives.  Arhivirana inačica izvorne stranice od 26. travnja 2011. (Wayback Machine) Popis Rileyevih produkcija
- Allmusic The Techniques
- Jamaica Gleaner  Arhivirana inačica izvorne stranice od 7. lipnja 2008. (Wayback Machine) Interview with the Jamaica Gleaner newspaper - objavljeno 18. svibnja 2008.